# Tholosgrab von Marathon

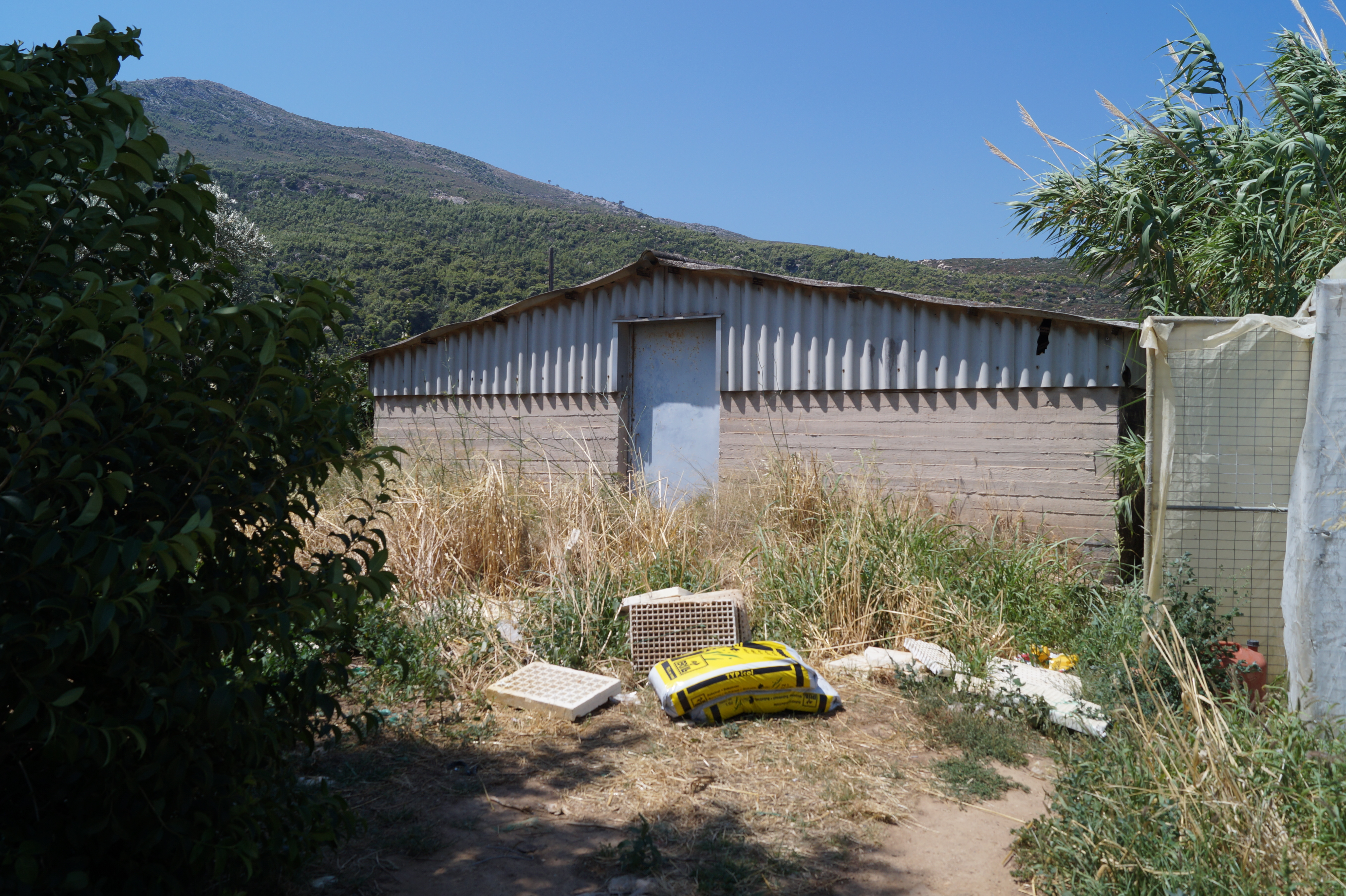
Eingang zum Tholosgrab von Marathon

Das Tholosgrab von Marathon (griechisch θολωτός τάφος του Μαραθώνας) ist ein mykenisches Rundgrab, das etwa 3,5 km südlich der griechischen Stadt Marathon und 680 m östlich des Museums von Marathon liegt. Der Eingang zum Grab befindet sich heute auf dem Gelände einer Gärtnerei an der Argitheas-Straße.

## Entdeckung
Die Stelle des eingestürzten Gebäudes war schon lange bekannt. Man hielt es jedoch für einen aufgegebenen Kalkofen. Da in ihm ein Feigenbaum wuchs, wurde es Erineos (griechisch Ερινεός = Feigenbaum) oder Ornios (griechisch Ορνιός = Feigenbaum) bezeichnet. Auch der Ort um das Grab wurde so genannt. Heute findet man jedoch auch die Bezeichnung Arnos (griechisch Αρνός). 1933 besuchte der griechische Archäologe Georgios Sotiriadis den Ort und erkannte, dass es sich bei dem Bauwerk um ein mykenisches Tholosgrab handelt. Noch im selben Jahr begann er mit Ausgrabungen, die er im folgenden Jahr abschloss. 1958 wurde von Ioannis Papadimitriou der Zuweg, der sogenannte Dromos, komplett freigelegt. Außerdem rekonstruierte er die Tholos und restaurierte die Fassade des Grabes. Später wurde zum Schutz über dem Grab ein Gebäude errichtet. In den 1980er Jahren entdeckte man südwestlich des Tholosgrabes Gräber aus geometrischer und klassischer Zeit. Anhand einer Inschrift wurden sie dem antiken Demos Probalinthos zugeordnet.

## Beschreibung
Das Grab wurde nicht wie sonst üblich in den Hang eines Hügels gebaut, sondern in einer flachen Ebene. Aus diesem Grund hatte der 25 m lange Dromos ein starkes Gefälle. Der erste Abschnitt verlief von Ost nach West besonders steil, und kurz vor dem Eingang flachte der Dromos ab. Die Breite des Dromos nahm von etwa 2,75 m auf 2 m ab. Am Beginn des Dromos war ein flacher Schacht eingelassen, in dem zwei Pferde sich gegenüberliegend beigesetzt waren. Der Eingang, auch Stomion genannt, war 2,75 m hoch, 1,50 m breit und 2,55 m lang. Die Decke des Stomion wurde durch drei Deckplatten gebildet. Über diesen Deckplatten gab es ein Entlastungsdreieck, das die Last des darüberliegenden Gemäuers auf die Seitenwände umleitete, um die Decksteine zu entlasten. Ebenfalls untypisch, war vor den Stomion eine Art Vorhalle mit einer Tiefe von etwa 1 m und einer Höhe von 5,75 m gesetzt worden. Den oberen Abschluss bildete eine Deckplatte. Bei der Ausgrabung war der Dromos mit Erde gefüllt, die eine Unmenge an Tierknochen von Rindern, Schweinen, Ziegen, Schafen und kleinen Vögeln und mykenische Keramikscherben enthielt. Sotiriadis vermutete, dass es sich hierbei um die Überreste eines Festmahls bei der Beisetzung handelte.
Die runde Grabkammer hatte einen Durchmesser von 7 m und war auch ursprünglich etwa 7 m hoch. Sie war bereits in der Antike eingestürzt. Sotiriadis stellte in der Grabkammer Spuren eines großen Feuers fest. So waren die Steine der Seitenwände bis in 2 m Höhe schwarz verfärbt, es gab eine große Menge Holzkohle, und der Boden der Grabkammer war 5 cm hoch mit Asche bedeckt. 0,40 m unter dem Boden entdeckte Sotiriadis zwei Grabschächte. Im südlichen Grab entdeckte man einen flachen goldenen Becher ohne Verzierung, der in die Zeit SH II B–C datiert wird. Hier fand man jedoch nur einen kleinen menschlichen Knochen. Im nördlichen Grab fand man gar keine Knochen und nur einige bronzene Utensilien. Anhand der Beigaben wird eine Bauzeit für das Grab von etwa 1300 v. Chr. angenommen. Der Goldbecher ist heute im Archäologisches Nationalmuseum in Athen und alle weiteren Funde im Museum von Marathon ausgestellt.